# Tournedos-Bois-Hubert
Tournedos-Bois-Hubert ist eine französische Gemeinde mit 450 Einwohnern (Stand 1. Januar 2022) im Département Eure in der Region Normandie (vor 2016 Haute-Normandie); sie gehört zum Arrondissement Bernay und zum Kanton Le Neubourg. Die Einwohner werden Tournubertais genannt.

## Geografie
Tournedos-Bois-Hubert liegt etwa 13 Kilometer nordwestlich des Stadtzentrums von Évreux. Umgeben wird Tournedos-Bois-Hubert von den Nachbargemeinden Graveron-Sémerville im Norden und Nordwesten, Quittebeuf im Norden und Nordosten, Bernienville im Osten, Claville im Südosten sowie Ormes im Süden und Westen.
Durch die Gemeinde führte die frühere Route nationale 13 (heutige D613).

## Geschichte
| Jahr      | 1846 | 1881 | 1936 | 1962 | 1968 | 1975 | 1982 | 1990 | 1999 | 2006 | 2018 |
| --------- | ---- | ---- | ---- | ---- | ---- | ---- | ---- | ---- | ---- | ---- | ---- |
| Einwohner | 296  | 217  | 169  | 139  | 113  | 152  | 266  | 299  | 301  | 312  | 472  |

## Sehenswürdigkeiten
- Kirche Saint-Leufroy